# Roberto Cantalupo

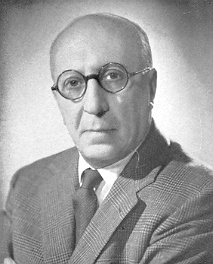
Roberto Cantalupo

Roberto Cantalupo (* 17. Januar 1891 in Neapel; † 1975) war ein italienischer Diplomat.

## Leben
Cantalupo gründete die Zeitung Oltremare. Von 1924 bis 1934 war er Abgeordneter in der Camera dei deputati und von 1924 bis 1926 Staatssekretär für die Kolonien. Von 1930 bis 1932 war er zum Ministre plénipotentiaire bei Fu'ād I. im Königreich Ägypten. Anschließend war er Botschafter in Brasilien. Vom 18. Februar 1937 bis April 1937 war er Gesandter von Benito Mussolini bei Francisco Franco in Burgos. Als er kurzfristige Siegesaussichten der Verschwörer verneinte, wurde er abberufen. Von 1953 bis 1968 war er Abgeordneter in der Camera dei deputati in der zweiten und vierten Legislaturperiode der Republik Italien, zunächst für die Partito Democratico Italiano di Unità Monarchica (PDIUM) (Monarchisten) und schließlich für die Partito Liberale Italiano.
| Vorgänger                            | Amt                                                               | Nachfolger              |
| ------------------------------------ | ----------------------------------------------------------------- | ----------------------- |
| Gaetano Paterno’ di Manchi di Bilici | Italienischer Gesandter in Kairo 1930 bis 1932                    | Emilio Pagliano         |
| Giulion Cesare Montagna              | Italienischer Gesandter in Rio de Janeiro 1932                    | Gherardo La Francesca   |
| Filippo De Ciutiis di Santa Patrizia | Italienischer Gesandter in Burgos 18. Februar 1937 bis April 1937 | Guido Viola di Campalto |